# Xã Big Stone, Quận Williams, Bắc Dakota
Xã Big Stone (tiếng Anh: Big Stone Township) là một xã thuộc quận Williams, tiểu bang Bắc Dakota, Hoa Kỳ. Năm 2010, dân số của xã này là 31 người.